# Torneo Intermedio
El Torneo Intermedio es un torneo oficial de clubes de fútbol organizado por la Asociación Uruguaya de Fútbol, puntuable para la Tabla Anual de Primera División de Uruguay. Su primera edición fue en 2017, y se disputa a mitad de temporada entre el Torneo Apertura y el Torneo Clausura. El Torneo Intermedio se incorporó al calendario para aumentar la cantidad de partidos mínimos de Liga por año, de 30 a 37.
El ganador del Torneo Intermedio clasifica para disputar la Supercopa Uruguaya frente al Campeón Uruguayo. En caso de que se trate del mismo equipo, clasificará el subcampeón del Torneo Intermedio.

## Sistema de disputa
El certamen se divide en dos series de ocho equipos cada uno, participan los equipos de Primera División. Un grupo está formado por los cuadros que finalizaron el Torneo Apertura en posición par, y el otro por los de posición impar.
La fase de grupos se juega a una rueda, todos contra todos, donde cada equipo jugará 7 partidos.
Los ganadores de cada grupo, se enfrentarán a una final única por el título de Campeón del Torneo Intermedio. El vencedor, tendrá un cupo a la Copa Sudamericana como Uruguay 2, además clasifica a la Supercopa Uruguaya para disputarla antes de comenzar la temporada siguiente.
El torneo comenzará una vez finalizado el Torneo Apertura de la temporada, en los meses de junio o julio. Los puntos que sumen los equipos, contabilizan para la Tabla Anual y la Tabla de Promedios del Campeonato Uruguayo.

## Campeones
| Año           | Ganador Serie A      | Final        | Ganador Serie B | Sede final                                      |
| ------------- | -------------------- | ------------ | --------------- | ----------------------------------------------- |
| 2017 Detalles | Defensor Sporting    | 0:1          | Nacional        | Estadio Centenario, Montevideo                  |
| 2018 Detalles | Nacional             | 3:2          | Torque          | Estadio Centenario, Montevideo                  |
| 2019 Detalles | River Plate          | 2:2 (4:5 p.) | Liverpool       | Estadio Luis Franzini, Montevideo               |
| 2020 Detalles | Montevideo Wanderers | 0:0 (1:4 p.) | Nacional        | Estadio Centenario, Montevideo                  |
| 2022 Detalles | Liverpool            | 0:1          | Nacional        | Estadio Centenario, Montevideo                  |
| 2023 Detalles | Defensor Sporting    | 0:1          | Liverpool       | Estadio Parque Alfredo Víctor Viera, Montevideo |
| 2024 Detalles | Peñarol              | 1:1 (7:8 p.) | Nacional        | Estadio Centenario, Montevideo                  |
| 2025 Detalles | Peñarol              | 0:0 (5:3 p.) | Nacional        | Estadio Centenario, Montevideo                  |

### Títulos por equipo
| Club                   | Títulos | Subtítulos | Años campeón                 | Años subcampeón |
| ---------------------- | ------- | ---------- | ---------------------------- | --------------- |
| Nacional               | 5       | 1          | 2017, 2018, 2020, 2022, 2024 | 2025            |
| Liverpool              | 2       | 1          | 2019, 2023                   | 2022            |
| Peñarol                | 1       | 1          | 2025                         | 2024            |
| Defensor Sporting      | –       | 2          |                              | 2017, 2023      |
| Montevideo City Torque | –       | 1          |                              | 2018            |
| River Plate            | –       | 1          |                              | 2019            |
| Montevideo Wanderers   | –       | 1          |                              | 2020            |

## Estadísticas históricas

### Clasificación histórica
- Actualizado hasta la temporada 2025 inclusive. No se consideran partidos desempate, finales o playoffs[cita requerida]

|  | Pos. | Equipo               | Departamento | Temp. | PJ | PG | PE | PP | GF  | GC | Dif. | Títulos | Puntos | +/- | División actual  |
|  | ---- | -------------------- | ------------ | ----- | -- | -- | -- | -- | --- | -- | ---- | ------- | ------ | --- | ---------------- |
|  | 1    | Nacional             | Montevideo   | 8     | 56 | 41 | 9  | 6  | 120 | 42 | +78  | 5       | 132    |     | Primera División |
|  | 2    | Peñarol              | Montevideo   | 8     | 56 | 30 | 10 | 15 | 107 | 60 | +47  | 1       | 100    |     | Primera División |
|  | 3    | Montevideo Wanderers | Montevideo   | 8     | 56 | 27 | 14 | 15 | 77  | 62 | +15  | -       | 95     |     | Primera División |
|  | 4    | Defensor Sporting    | Montevideo   | 8     | 56 | 25 | 15 | 15 | 76  | 65 | +11  | -       | 90     |     | Primera División |
|  | 5    | Liverpool            | Montevideo   | 8     | 56 | 24 | 12 | 24 | 89  | 74 | +15  | 2       | 84     |     | Primera División |
|  | 6    | River Plate          | Montevideo   | 8     | 55 | 17 | 19 | 18 | 55  | 61 | -6   | -       | 70     |     | Primera División |
|  | 7    | Danubio              | Montevideo   | 8     | 56 | 18 | 13 | 25 | 61  | 79 | -18  | -       | 67     |     | Primera División |
|  | 8    | Cerro                | Montevideo   | 7     | 49 | 16 | 15 | 18 | 45  | 51 | -6   | -       | 63     |     | Primera División |
|  | 9    | Fénix                | Montevideo   | 7     | 49 | 16 | 13 | 20 | 50  | 58 | -8   | -       | 61     |     | Segunda División |
|  | 10   | Racing               | Montevideo   | 6     | 42 | 17 | 8  | 17 | 54  | 59 | -5   | -       | 59     |     | Primera División |

### Goleadores por edición
| Año  | Jugador                                        | Club                          | Goles |
| ---- | ---------------------------------------------- | ----------------------------- | ----- |
| 2017 | Rodrigo Aguirre                                | Nacional                      | 6     |
| 2018 | Cristian Palacios                              | Peñarol                       | 8     |
| 2019 | Juan Ignacio Ramírez                           | Liverpool                     | 9     |
| 2020 | Juan Ignacio Ramírez Matías Arezo David Terans | Liverpool River Plate Peñarol | 5     |
| 2022 | Rubén Bentancourt                              | Peñarol                       | 5     |
| 2023 | Abel Hernández                                 | Peñarol                       | 6     |
| 2024 | Alexander Machado                              | Miramar Misiones              | 5     |
| 2025 | Agustín Rodríguez                              | Juventud                      | 9     |

### Estadísticas
- Actualizado a la edición 2025.
  - Equipo con más títulos obtenidos:  Nacional con 5.
  - Equipo con más partidos jugados:  Nacional con 61 (contabilizando finales)
  - Equipo con más partidos ganados:  Nacional con 41.
  - Equipo con más partidos empatados:  River Plate con 19.
  - Equipo con más partidos perdidos:  Danubio  con 25.
  - Equipo con más goles convertidos:  Nacional con 120.
  - Equipo con más goles recibidos:  Danubio con 79.
  - Equipo con más partidos invicto:  Nacional con 14 (entre 2017 y 2018), 16 (contabilizando finales)
  - Jugador con más goles convertidos en un Torneo:  Juan Ignacio Ramírez y   Agustín Rodríguez con 9 goles en 2019 y 2025 respectivamente.
  - Mayores goleadas:
-  Peñarol 6–0  River Plate (20 de mayo de 2018)
-  Danubio 0–6  Nacional (13 de julio de 2024)